# Enrique Ghersi
Enrique Alberto Ghersi Silva (Lima, 2 de abril de 1961) es un abogado constitucionalista, jurista, escritor y político peruano. Fue diputado desde julio de 1990 hasta su disolución en abril de 1992.

## Biografía
Nació en la ciudad de Lima, el 2 de abril de 1961. Hijo de Carlos Ghersi Belaunde y María Esther Silva Marzal. 
Ingresó a la Pontificia Universidad Católica del Perú, donde estudió Derecho y se tituló como abogado en 1987. Realizó estudios de Maestría en Derecho Civil en la misma casa de estudios. Realizó estudios de Doctorado en Derecho en la Universidad Nacional Mayor de San Marcos y del Doctorado en Filosofía en la Universidad Nacional Mayor de San Marcos.  En noviembre del 2011, recibió el doctorado honoris causa en Ciencias Sociales en la Universidad Francisco Marroquín (Guatemala) por “su dedicación y entrega a la noble causa de la libertad y al imperio de la razón”. 
Es profesor visitante de la Universidad Francisco Marroquín (Guatemala), profesor honorario de la Universidad Laica Vicente Rocafuerte (Guayaquil) y profesor visitante de la Escuela Superior de Economía y Administración de Empresas en Buenos Aires.
Es también miembro de la Sociedad Mont Pelerin y académico Adjunto del Cato Institute de Washington D.C. Fue socio fundador del Estudio Ghersi Abogados y tiene entre sus clientes a personalidades como: Mario Vargas Llosa, Beto Ortiz, Alfredo Bryce Echenique, Francisco Tudela, César Acuña y la Universidad Yale.
Es un abogado litigante en tribunales y arbitrajes. Se especializa en Análisis Económico del Derecho y Derecho Penal Económico.
Desde el año 2017 litigó como abogado de la Universidad Yale y negoció con el gobierno peruano el exitoso acuerdo por el cual retornaron al país las piezas que Hiram Bingham excavó durante el descubrimiento de Machu Picchu en 1911, poniéndole término a una centenaria disputa.

## Trayectoria política

### Diputado de la República
Enrique Ghersi se inicia en la política cuando se adhiere al Movimiento Libertad, partido fundado y liderado por Mario Vargas Llosa. Luego, para las elecciones generales de 1990, Ghersi se apunta en la lista de candidatos del Frente Democrático a la Cámara de Diputados en representación de Lima Metropolitana. Logró ser elegido como diputado, con 36,572 votos, para el periodo parlamentario 1990-1995.
Durante su labor legislativa, participó en la Comisión Bicameral de Presupuesto. Sin embargo el 5 de abril de 1992, su cargo fue interrumpido tras el cierre inconstitucional del Congreso de la República realizado por el dictador Alberto Fujimori. Luego del cierre del parlamento, Ghersi se dedicó a sus labores de constitucionalista y abogado en temas políticos. También participó como opositor del régimen fujimorista junto a los parlamentarios del Congreso disuelto.
Ghersi ejerció como abogado del periodista Beto Ortiz cuando este era acusado de pedofilia y de abuso sexual contra menores de edad. Luego colaboró con la candidatura presidencial de Jaime Bayly para las elecciones generales del 2011, donde luego quedó descartada tras problemas internos.
También fue abogado del Congreso de la República en favor de la ley que aprobaba la devolución de aportes de la Oficina de Normalización Previsional (ONP) y luego defendió al excandidato César Acuña en su demanda contra el periodista Christopher Acosta por difamación.

## Publicaciones
- El Otro Sendero con Hernando de Soto y Mario Ghibellini. Editorial El Barranco. Lima. 1986.
- El Costo de la Legalidad. Estudio Públicos N°30. Otoño. Santiago de Chile. Pp. 83-110. 1988.
- El Comercio Ambulatorio en Lima. Instituto Libertad y Democracia. Lima. 1989.
- La Informalidad y el Renacimiento del Liberalismo en América Latina. En el Desafío Liberal. Barry Levine (et al). Grupo Editorial Norma. Bogotá. 1992.

## Reconocimientos
- Doctorado Honorífico por la Universidad Francisco Marroquín. Guatemala. Noviembre 2011.
- Huésped de Honor. Ciudad de Guatemala. 1989.
- Premio Andrés Roemer en Análisis Económico del Derecho. Asociación Latinoamericana y del Caribe de Derecho y Economía (ALACDE). 2012.